# Slavonska nogometna zona Podravska skupina 1976./77.
Slavonska nogometna zona je bila jedna od 4 zone Hrvatske lige, koja je zajedno s ligama iz ostalih republika predstavljala 4. rang u nogometnom prvenstvu SFRJ. Od sezone 1971./72. bila je podjeljena u dvije skupine: Podravsku i Posavsku. Prvaci ovih grupa bi igrali meč za prvaka Slavonije, odnosno pobjednik bi se kvalificirao u Hrvatsku republičku ligu – Sjever. Iz lige klubovi bi bili relegirani u prvenstva općinskih nogometnih podsaveza.
| Mj. | Klub                         | Sus. | Pobj. | Ner. | Por. | GR.   | Bod. |
| --- | ---------------------------- | ---- | ----- | ---- | ---- | ----- | ---- |
| 1.  | NK Jedinstvo Đakovo          | 26   | 17    | 2    | 7    | 52:26 | 36   |
| 2.  | NK Jadran Šećerana           | 26   | 12    | 10   | 4    | 56:33 | 34   |
| 3.  | NK Slatina Podravska Slatina | 26   | 13    | 6    | 7    | 50:47 | 32   |
| 4.  | NK Olimpija Osijek           | 26   | 11    | 8    | 7    | 54:38 | 30   |
| 5.  | NK Grafičar Osijek           | 26   | 11    | 8    | 7    | 44:37 | 30   |
| 6.  | NK Jedinstvo Donji Miholjac  | 26   | 11    | 7    | 8    | 42:37 | 29   |
| 7.  | NK Metalac Osijek            | 26   | 9     | 10   | 7    | 43:33 | 28   |
| 8.  | NK Sloga Borovo              | 26   | 11    | 6    | 9    | 45:37 | 28   |
| 9.  | NK LIO Osijek                | 26   | 12    | 4    | 10   | 50:46 | 28   |
| 10. | NK Šparta Beli Manastir      | 26   | 9     | 6    | 11   | 48:46 | 24   |
| 11. | NK Elektra Osijek            | 26   | 8     | 7    | 11   | 41:51 | 23   |
| 12. | NK Vuteks Vukovar            | 26   | 7     | 6    | 13   | 36:47 | 20   |
| 13. | NK Dinamo Orlovnjak          | 26   | 4     | 6    | 16   | 27:70 | 14   |
| 14. | NK Sremac Bogdanovci         | 26   | 3     | 2    | 21   | 30:80 | 8    |

## Utakmice za prvaka Slavonije i ulazak u Republičku ligu – Sjever
Prvaka Slavonije je odlučivao dvomeč prvaka Podravske i Posavske skupine Slavonske nogometne zone:
19. lipnja 1977.: NK Slavonija Slavonska Požega - NK Jedinstvo Đakovo 4:2
26. lipnja 1977.: NK Jedinstvo Đakovo - NK Slavonija Slavonska Požega 0:0
Prvak Slavonije je postala NK Slavonija Slavonska Požega i time postala novi član Hrvatske republičke lige – Sjever.